# Johannes Limnäus

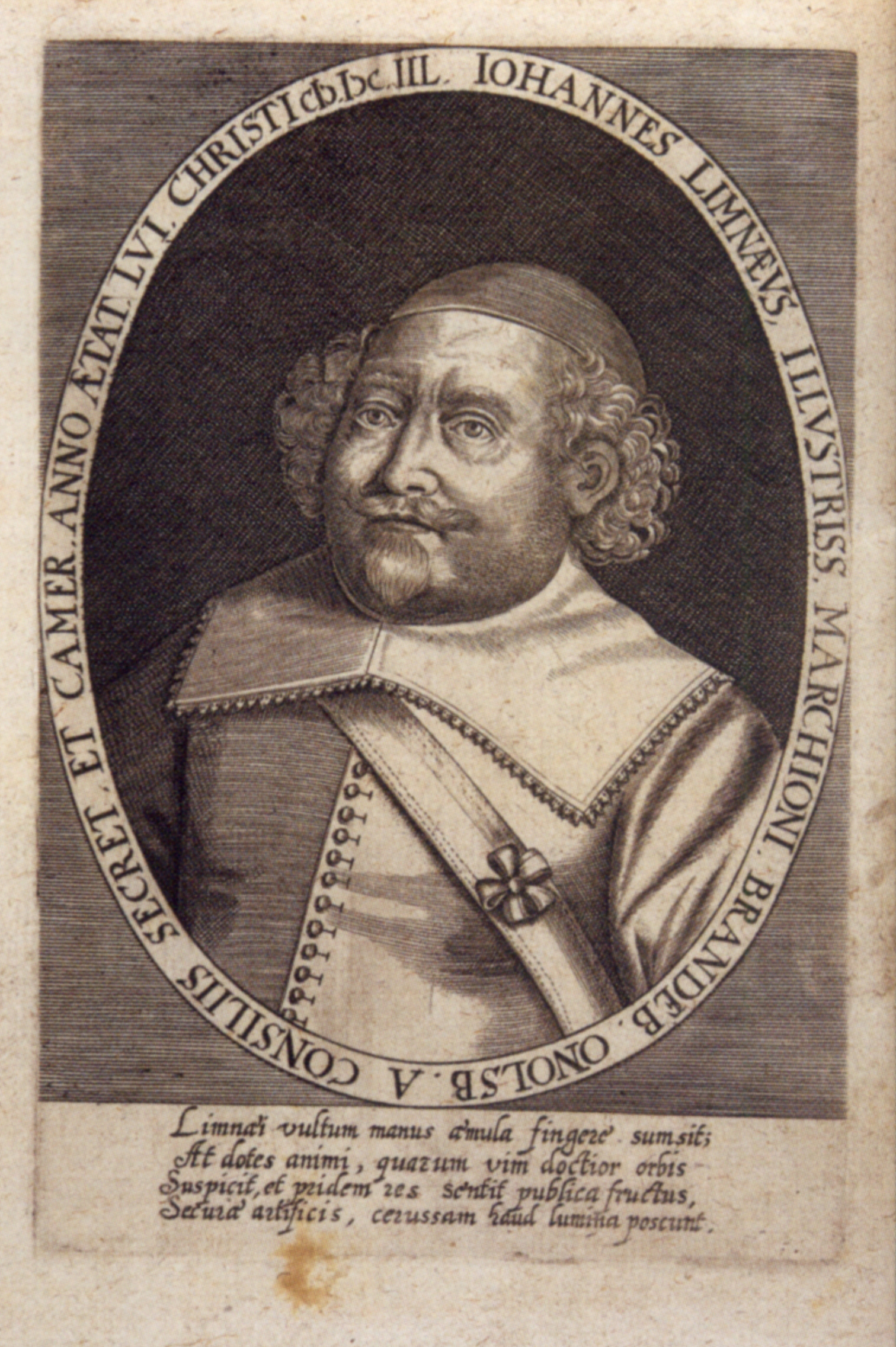
Johannes Limnäus

Johannes Limnäus, auch Johannes Limnaeus, eigentlich Johann Wirn, (* 5. Januar 1592 in Jena; † 13. Mai 1665 in Ansbach) war ein deutscher Staatsrechtler und Reichspublizist.
Der Name Limnäus ist ein Pseudonym: „Wirn“ bedeutet Weiher, altgriechisch limne.

## Leben
Johannes Limnäus wurde 1592 in Jena geboren. Sein Vater Georg Limnäus stammte aus einer Schweizer Familie und war Professor für Mathematik an der Universität Jena. Johannes Limnäus studierte in Jena Rechtswissenschaften. Einer seiner Lehrer war der Niederländer Dominicus Arumäus, der „Stammvater der Publizisten“, dessen Berufung an die sachsen-weimarische Universität Jena als Beginn der deutschen Staatsrechtswissenschaft gesehen wird.
Seit 1612 lebte Johannes Limnäus in Altdorf. 1617 begleitete er die Nürnberger Patrizier Löffelholz und Imhof auf einer Reise nach Italien und Frankreich, wo er zwei Jahre blieb, nach England und den Niederlanden. An der Universität Altdorf war Johannes Limnäus ab 1620 Professor. 1622 erhielt er eine Professur in Jena. 1623 war er kurz Auditor beim Generalleutnant Herzog Wilhelm von Sachsen-Weimar. Danach war er Hofmeister beim Kulmbach’schen Kanzler und wurde Erzieher des Erbprinzen und späteren Markgrafen Friedrich von Brandenburg-Anspach.
1623 bis 1630 absolvierte er mehrere Reisen als Begleiter von Studenten, ab 1631 war Johannes Limnäus Erzieher (Studieninspektor, Inspector morum) der Brüder von Markgraf Friedrich von Brandenburg-Anspach. 1632 begleitete er den Prinzen Albrecht und seinen Bruder Christian auf ihrer Kavalierstour in das von den Wirren des Dreißigjährigen Krieges verschonte Frankreich. Die Reise ging über Blois, Orléans, Saumur und Angers, wo Johannes Limnäus das Studienjahr des Prinzen an der Universität Angers verbrachte. 1636 erfolgte die Heimreise über Paris.
Danach war er Kanzler und Geheimer Rat der Markgrafen von Anspach und vertrat Anspach bei den Verhandlungen zum Westfälischen Frieden.
Johannes Limnäus starb am 13. Mai 1665 in Ansbach bei Nürnberg und ist in der Stiftskirche Ansbach begraben.

## Leistungen
Johannes Limnäus gehört zu den Begründern jener deutschen Staatsrechtswissenschaft, die nicht mehr auf dem römischen Recht beruhte, sondern auf den Regeln und der Verfassungspraxis des deutschen Reiches (Heiliges römisches Reich deutscher Nation). Gegenüber den bisherigen römisch-rechtlichen Ansätzen gilt er als Vertreter einer historisch-realistischen Schule.
| Staatsgewalt:       | zugeordnet:                             |
| maiestas realis     | (Volk bzw.) Gesamtheit der Reichsstände |
| maiestas personalis | Kaiser & Reichsstände                   |

Johannes Limnäus hat die Unterscheidung zwischen realer und personaler Majestät am entschiedensten vertreten. Vereinfacht dargestellt bezeichnet diese eine Unterscheidung zwischen dem Träger der Souveränität und dem Träger der delegierten Staatsgewalt. Inhaber der „realen Majestät“, der Souveränität, ist bei ihm die staatliche Gemeinschaft (vertreten durch die Reichsstände), die über die Regierungsform entscheidet und dadurch die „personale Majestät“ zuteilt. Johannes Limnäus beschäftigte sich mit der Aufteilung der Staatsgewalt zwischen Kaiser, Kurfürsten und übrigen Reichsständen und den Elementen der Reichsverfassung aus Aristokratie und Monarchie. Er kritisierte die Auffassung, wonach dem Kaiser allein die „Majestät“ (Souveränität) zukäme, war darin aber weniger radikal als sein Zeitgenosse Hippolithus de Lapide, welcher eine Lösung dieser Frage in der völligen Vertreibung der Habsburger aus dem deutschen Reich sah.
Die Publikationen der Staatsrechtswissenschaft dieser Zeit werden als Reichspublizistik zusammengefasst. Diese Wissenschaftsdisziplin hatte sich im 16. und 17. Jahrhundert vom römischen (Zivil-)Recht gelöst, welches bis dahin die Rechtswissenschaft dominiert hatte. Ihre Vertreter waren neben Limnäus Benedict Carpzov, Samuel von Pufendorf, Theodor (Dietrich) Reinkingk u. a.
Im Unterschied zu Jean Bodin, der als Form des Gemeinwesens eher eine absolutistische und zentralistische Monarchie und als Träger der Majestät oder Souveränität den Herrscher sah (monarchisches Prinzip), führte Johannes Limnäus die Gedanken von Johannes Althusius weiter, welcher in diesen Zusammenhängen dem (Staats-)Volk und damit der Volkssouveränität den Vorrang einräumte. Die deutschen Reichsstände, die als Vertreter des „Volkes“ dadurch gegenüber dem Kaiser eine stärkere Position erhalten hätten, griffen die Gedanken Limnäus’ auf.
Johannes Limnäus gilt als einer der Meinungsbildner zum politisch-rechtlichen System des Vertrages zum Westfälischen Frieden, bei dessen Gestaltung die Reichsstände (im Gegensatz zum ursprünglichen Vorhaben Friedrich III., mit Schweden, Frankreich usw. allein zu verhandeln) eingehend mitwirkten. Die Entwicklung der deutschen Reichsverfassung nach dem Westfälischen Frieden zu einer Mischverfassung, in der monarchische und aristokratische Elemente vorhanden waren, war nicht zuletzt auf seine Arbeiten zurückzuführen.
Von Johannes Limnäus stammt der Satz „Das Röm. Reich wird Heilges Reich geheisset, weil es von dem Hl. Geist verordnet, bestettiget, und bis auff die ehrne Zeiten erhalten wird.“ Dieser Satz ist einer der Belege dafür, dass die Fragen der Reichsverfassung und deren Schwierigkeiten von den Glaubensstreitigkeiten der Zeit nicht trennbar waren.
Seine Ausführungen geisselten seine Kollegen der Juristenzunft, die sich vor allem mit römischem Recht befassten und das Staatsrecht an den Universitäten, falls überhaupt, nur pragmatisch abhandelten, als reinrassige Esel und Zahntechniker. Dass seine Ausführungen später von Pufendorf genauso wenig zart als ein langweiliges und albernes Pamphlet bezeichnet wurden, um das man sich einen Dreck zu kümmern brauche, liegt ebenfalls am Stil der Zeit, ändert aber nichts daran, dass Johannes Limnäus zu den Wegbereitern der deutschen Staatsrechtswissenschaft gehört.
In seinem Werk über die Wahlkapitulationen deutscher Kaiser befasste sich Johannes Limnäus mit den Verträgen, der für die Wahl eines Herrschers und dessen Regierung abgeschlossen wurden. Die Wahlkapitulationen hatten in der Praxis die Funktion eines „Grundgesetzes“ des Heiligen Römischen Reiches Deutscher Nation.
Seine Tätigkeiten machten ihn weithin bekannt und trugen ihm Beinamen wie „Patriarch des Staatsrechts“ und „oraculum in iure publico“ ein.

## Werke
Werkverzeichnis bei Herbert Jaumann: Handbuch Gelehrtenkultur.
- Dissertatio de lege regia. 1617
- Jus publicum Imperii Romano-Germanici libri IX. 3 Bände. Erstauflage Straßburg 1629–1634.
- Dissertatio apologetica de statu imperii Romano-Germanici. Onolzbach (Ansbach) 1643.
- Capitulationes imperatorum et regum Romano-Germanorum Caroli V. Ferdinandi I. Maximiliani II. Rudolphi II. Matthiae. Ferdinandi II. Ferdinandi III. cum annotamentis Johannis Limnaei. Straßburg (Argentorati), Typis & sumtibus Friderici Spoor. 1651.
- Notitia regni Franciae. 2 Bände. Straßburg 1655.